# Nokere Koerse 2018
La Nokere Koerse 2018 va ser la 72a edició de la Nokere Koerse. Es disputà el 14 de març de 2018 sobre un recorregut de 191,1 km amb sortida a Deinze i arribada a Nokere. La cursa formava part de l'UCI Europa Tour amb una categoria 1.HC.
El vencedor fou el neerlandès Fabio Jakobsen (Quick-Step Floors), que s'imposà a l'esprint a Amaury Capiot (Sport Vlaanderen-Baloise) i a Hugo Hofstetter (Cofidis).

## Equips
L'organització convidà a 23 equips a prendre part en aquesta edició de la Nokere Koerse.
| WorldTeams (7)- BMC Racing Team - Quick-Step Floors - Lotto Soudal - Bora-Hansgrohe - Katusha-Alpecin - Sky - Team Sunweb Equips continentals professionals (14)- Cofidis, Solutions Crédits - Aqua Blue Sport - Sport Vlaanderen-Baloise - Wanty-Groupe Gobert - Vérandas Willems-Crelan - Delko-Marseille Provence-KTM - CCC Sprandi Polkowice - Direct Énergie - Roompot-Nederlandse Loterij - Vital Concept - Israel Cycling Academy - Hagens Berman Axeon - UnitedHealthcare - WB-Aqua Protect-Veranclassic Equips continentals (2)- Cibel-Cebon - Tarteletto-Isorex |
| |

## Classificació final
| \| Classificació general \| Classificació general \| Classificació general \| Classificació general \| Classificació general \| \| Corredor \| Corredor \| Equip \| Temps \| \| \| --------------------- \| --------------------- \| ---------------------------- \| --------------------- \| --------------------- \| \| 1r \| Fabio Jakobsen \| Quick-Step Floors \| 4h 32' 56" \| \| \| 2n \| Amaury Capiot \| Sport Vlaanderen-Baloise \| + 0" \| \| \| 3r \| Hugo Hofstetter \| Cofidis, Solutions Crédits \| + 0" \| \| \| 4t \| Roy Jans \| Cibel-Cebon \| + 0" \| \| \| 5è \| Andrew Fenn \| Aqua Blue Sport \| + 0" \| \| \| 6è \| Baptiste Planckaert \| Katusha-Alpecin \| + 0" \| \| \| 7è \| Zakkari Dempster \| Israel Cycling Academy \| + 0" \| \| \| 8è \| Sean De Bie \| Verandas Willems-Crelan \| + 0" \| \| \| 9è \| Maxime Vantomme \| WB-Aqua Protect-Veranclassic \| + 0" \| \| \| 10è \| Kamil Gradek \| CCC Sprandi Polkowice \| + 0" \| \| |                     |                              |            |
| |                     |                              |            |
| Font: ProCyclingStats |                     |                              |            |
| Classificació general |                     |                              |            |
| Corredor | Corredor            | Equip                        | Temps      |
| 1r | Fabio Jakobsen      | Quick-Step Floors            | 4h 32' 56" |
| 2n | Amaury Capiot       | Sport Vlaanderen-Baloise     | + 0"       |
| 3r | Hugo Hofstetter     | Cofidis, Solutions Crédits   | + 0"       |
| 4t | Roy Jans            | Cibel-Cebon                  | + 0"       |
| 5è | Andrew Fenn         | Aqua Blue Sport              | + 0"       |
| 6è | Baptiste Planckaert | Katusha-Alpecin              | + 0"       |
| 7è | Zakkari Dempster    | Israel Cycling Academy       | + 0"       |
| 8è | Sean De Bie         | Verandas Willems-Crelan      | + 0"       |
| 9è | Maxime Vantomme     | WB-Aqua Protect-Veranclassic | + 0"       |
| 10è | Kamil Gradek        | CCC Sprandi Polkowice        | + 0"       |